# Couronne de saint Étienne

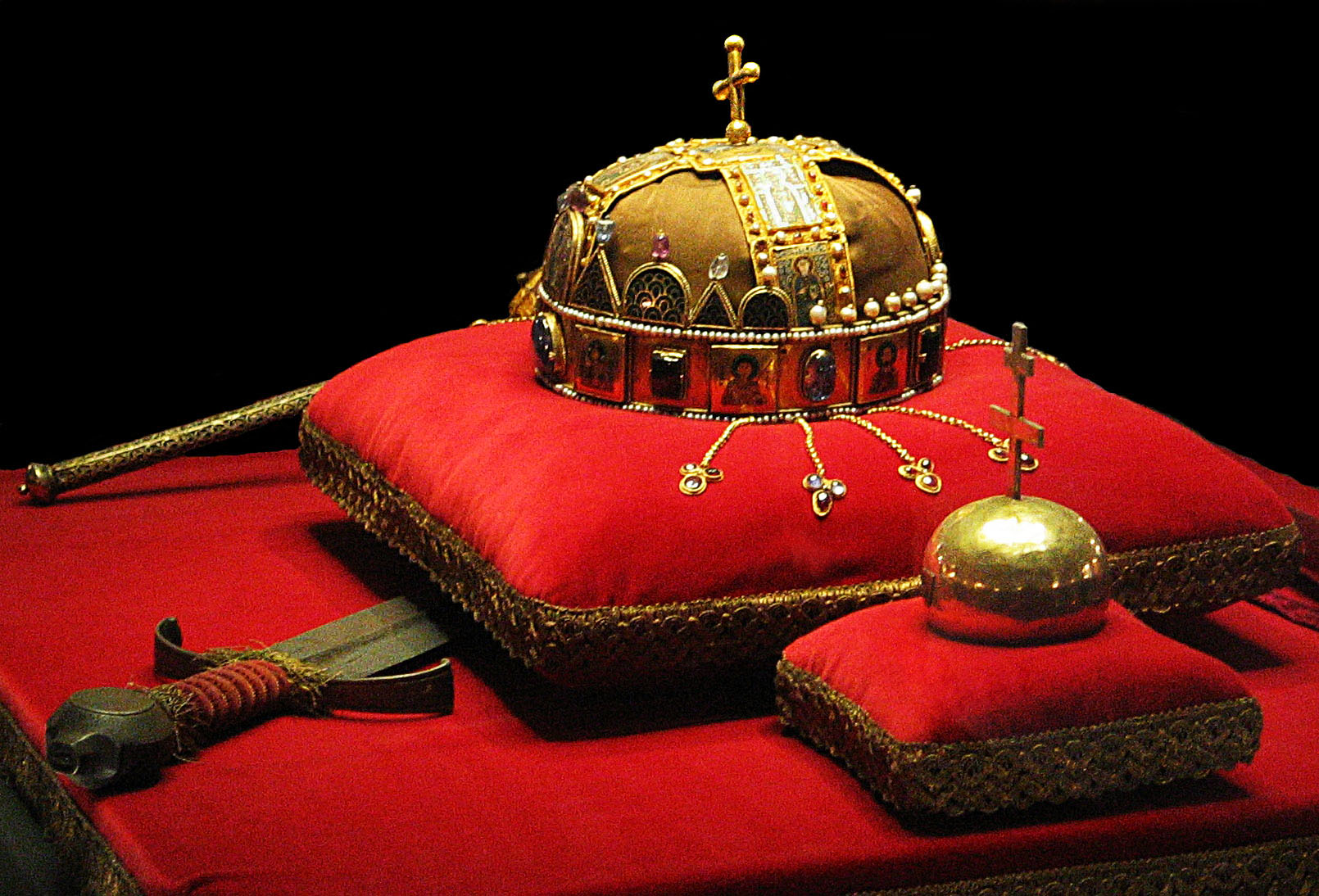
La couronne de saint Étienne est exposée à Budapest, sous la coupole du Parlement hongrois.

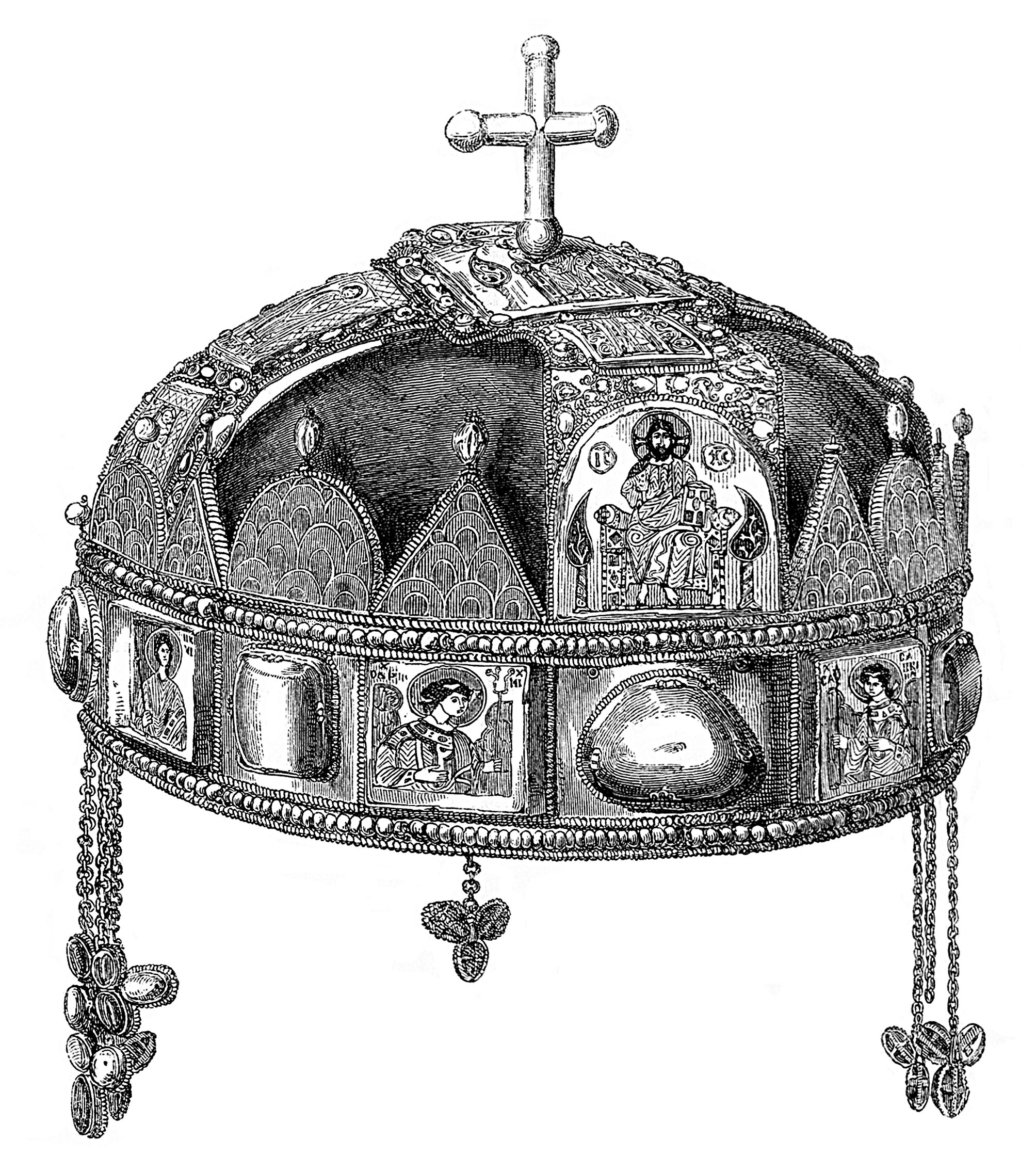
La Couronne de saint Étienne (image de 1857).

La couronne de saint Étienne (hongrois : Szent István Korona [ˈsɛnt ˈiʃtvaːn koɾonɒ] ; croate : Kruna sv. Stjepana ; slovaque : Svätoštefanská koruna) ou Sainte Couronne hongroise (hongrois : Magyar Szent Korona) est un regalia, symbole de la monarchie hongroise et l'un des attributs de la souveraineté hongroise.
Elle se nomme ainsi en référence à Étienne, premier roi de Hongrie.
Elle a subsisté durant toute la période de l'Empire austro-hongrois, l'empereur étant alors à la fois empereur d'Autriche et roi de Hongrie.
Elle apparaît dans les armoiries de la Hongrie et toujours visible sous la coupole du Parlement hongrois où elle est protégée par la garde républicaine.

## Origines
Selon sa légende populaire, la couronne aurait été envoyée en 1001 au duc Étienne par le pape Sylvestre II, comme symbole de la constitution du royaume apostolique. En fait, la couronne est de facture byzantine, comme la seconde couronne de cette période, exposée au musée national hongrois de Budapest : la « couronne du Monomaque ». Les sources affirment qu'elle a été offerte par le basileus byzantin Michel VII Doukas au roi de Hongrie Géza Ier et elle semble avoir été remodelée plusieurs fois.
La monarchie hongroise étant élective, le roi de Hongrie n'était considéré comme légitime au trône qu'après avoir été couronné de cette couronne et c'est pourquoi dans l’histoire de la Hongrie, plus de cinquante rois en ont été couronnés, jusqu’au dernier, Charles IV, en 1916. Seuls trois rois ont été sacrés sans cette couronne : Jean II de Hongrie, Gabriel Bethlen et Joseph II.
Cet objet précieux symbolisait aussi la maîtrise des terres de la couronne hongroise, le Fundus regius ou Királyföld.

## Description
La couronne de saint Étienne est attestée depuis le XIIe siècle.
Les émaux de la couronne sont principalement ou entièrement des œuvres byzantines, supposées avoir été réalisées à Constantinople dans les années 1070, à l'époque où l'Empire byzantin et le patriarche de Constantinople espéraient attirer le royaume de Hongrie dans leur sphère d'influence dans le contexte de la séparation des Églises d'Orient et d'Occident. La couronne a été offerte par l'empereur byzantin Michael VII Doukas au roi Géza Ier de Hongrie ; les deux sont représentés et nommés en grec sur des plaques d'émail dans la couronne inférieure. C'est l'une des deux couronnes byzantines connues qui ont survécu, l'autre étant la couronne légèrement antérieure du Monomaque, qui se trouve également à Budapest, au musée national hongrois.
Cependant, la couronne de Monomaque a peut-être eu une autre fonction et la « couronne sacrée » a probablement été remodelée car elle comprend des éléments d'origines différentes. En effet, c'est finalement la papauté qui l'emporta, le royaume de Hongrie adoptant le rite catholique romain comme religion d'État, et conditionnant même l'accessibilité à la congregatio generalis (ensemble des hommes libres et noblesse hongroise) par l'appartenance à l'Église catholique. C'est ainsi que l'on ajouta, sur la couronne, des émaux « latins » aux originaux « grecs ». 
La date attribuée à la configuration actuelle de la « Sainte Couronne » varie, mais elle est le plus souvent citée vers la fin du XIIe siècle. L’insigne du couronnement hongrois comprend la sainte couronne, le sceptre, l’orbe crucigère et le manteau. L'orbe porte le blason de Charles Ier de Hongrie (1310-1342). Dans la tradition populaire, on pensait que la « Sainte Couronne » était plus ancienne et qu'elle remontait à l'époque du premier roi Étienne Ier de Hongrie, couronné en 1000/1001. 
Elle a été appelée « Sainte Couronne » en 1256. Au cours du XIVe siècle, des textes spécifient qu'elle représentait le pouvoir royal même si le royaume de Hongrie n'avait pas de souverain, notamment entre la mort d'un roi et l'élection de son successeur. Dans ce cas, les nobles hongrois « ne cherchaient pas une couronne pour couronner un roi, mais plutôt un candidat pour ceindre la couronne », comme l'atteste le garde de la couronne Péter Révay qui ajoute que « la Sainte Couronne est pour les Hongrois ce que l'Arche de l'Alliance est pour le peuple juif ».
La couronne de Hongrie est actuellement composée d'une croix inclinée, d'une calotte sphérique et d'un cercle précieux, ayant pour poids 2 056 grammes. Contrairement à beaucoup des couronnes chrétiennes, la croix n'est pas partie d'un globus cruciger (c'est-à-dire, il n'y a pas de sphère).
Selon la légende, l'inclinaison de la croix serait due à une circonstance fortuite. Après la conquête de la Hongrie par les Turcs, la reine Isabelle voulut emporter la « Sainte Couronne » mais le coffret dont elle disposait était trop petit et en appuyant sur le couvercle pour le fermer, la reine aurait fait s'incliner la croix sur un côté. Depuis lors, la couronne est restée en cet état, les Hongrois ayant poussé le scrupule jusqu'à vouloir lui conserver ce défaut accidentel.
La calotte se compose de deux cercles se croisant à angle droit au-dessus d'un troisième et tous formés de plaques d'or émaillées. Le fond est une étoffe en or, qui a été complètement renouvelée en 1867. La croix inclinée est vissée dans la plaque placée à l'intersection des deux demi-cercles et au milieu de la figure de Jésus qui y est représentée.
La troisième partie de la couronne est la plus importante : c'est un cercle d'or sur lequel se trouvent huit plaques d'or émaillé alternant avec de grosses gemmes et représentant des saints ou des rois. Au-dessus du ruban sont des triangles et des ovales en or émaillé et à jour, avec des couleurs plus foncées et un travail plus artistique ; celui du centre représente un Christ pantocrator. Les inscriptions sont en grec.
La légende ecclésiastique vise à accréditer son titre de « sainte » : « donnée par un pape, elle a coiffé saint Étienne, premier roi et apôtre de la Hongrie, elle est le gage de l'indépendance nationale et, en ses fleurons, représente l'âme même du pays ». C'est le palladium de la nation hongroise : elle appartenait, non au roi, mais au peuple, et l'empereur d'Autriche n'était réellement roi de Hongrie que lorsqu'il en avait ceint sa tête dans l'imposante cérémonie du couronnement.
Le dernier roi de Hongrie, Charles IV de Habsbourg-Lorraine, a été couronné le 30 décembre 1916. Après la première Guerre mondiale, la couronne ne sert plus mais est bien gardé. Les choses changent à la fin de la seconde Guerre mondiale : face à l'avancée de l'armée rouge, il fut décidé d'extraire la couronne de Hongrie en passant par l'Autriche. Finalement, elle est remise au Monuments, Fine Arts, and Archives program, qui vont la cacher aux États-Unis. En 1977, Jimmy Carter décide du retour de la couronne en Hongrie.
Depuis 2000, la Sainte Couronne est exposée dans la salle centrale à dôme du bâtiment du parlement hongrois.

## Représentations

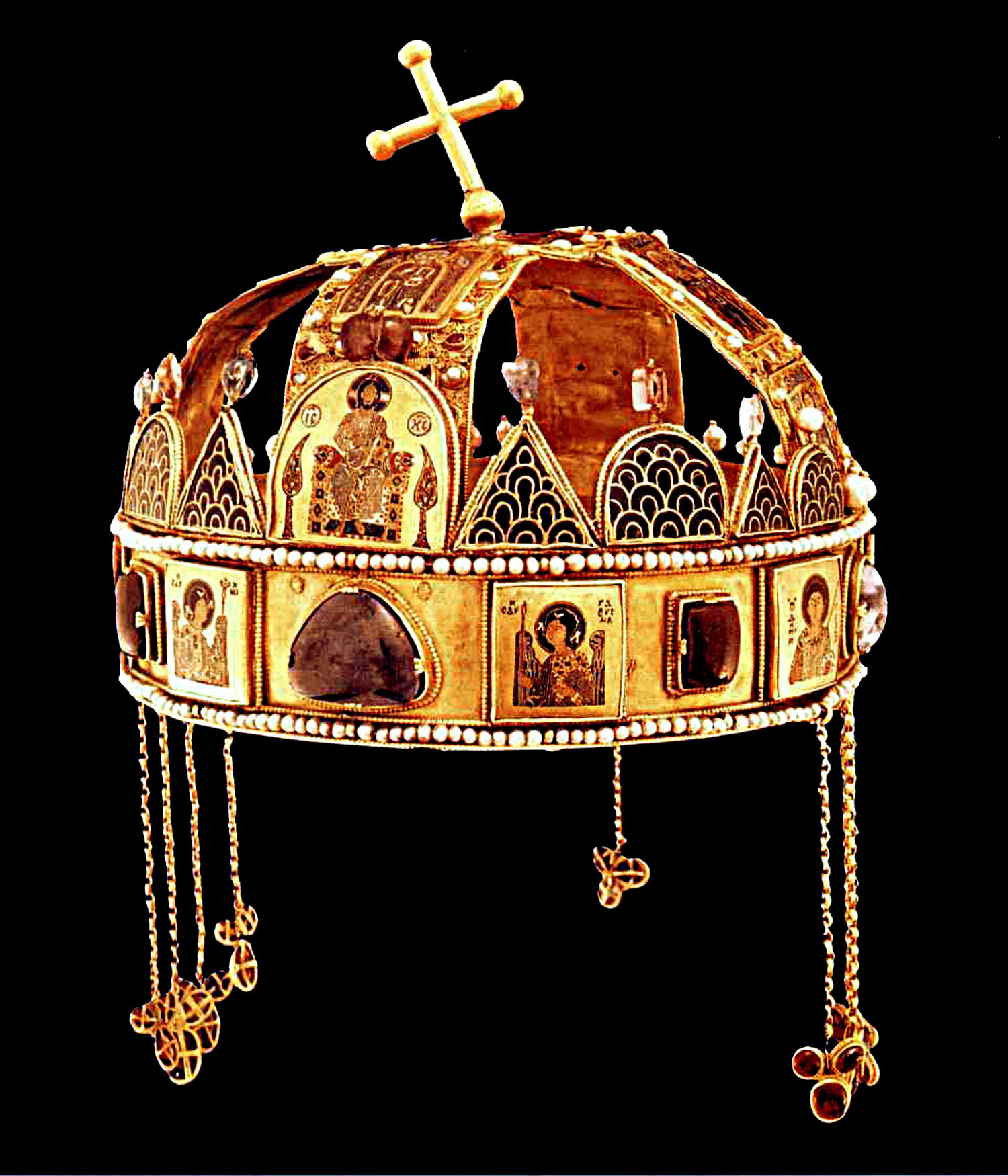
Vue antérieure.
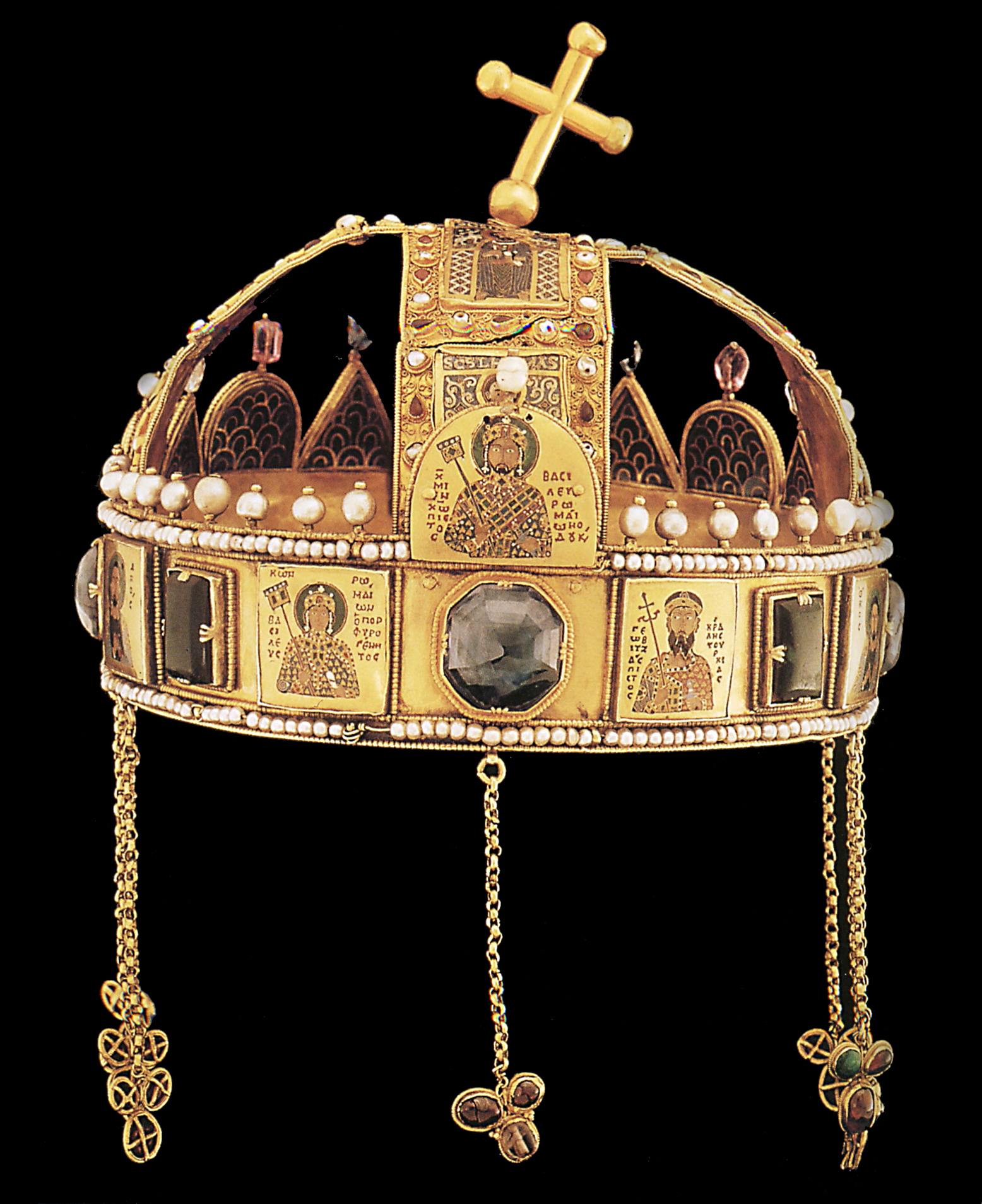
Vue postérieure.
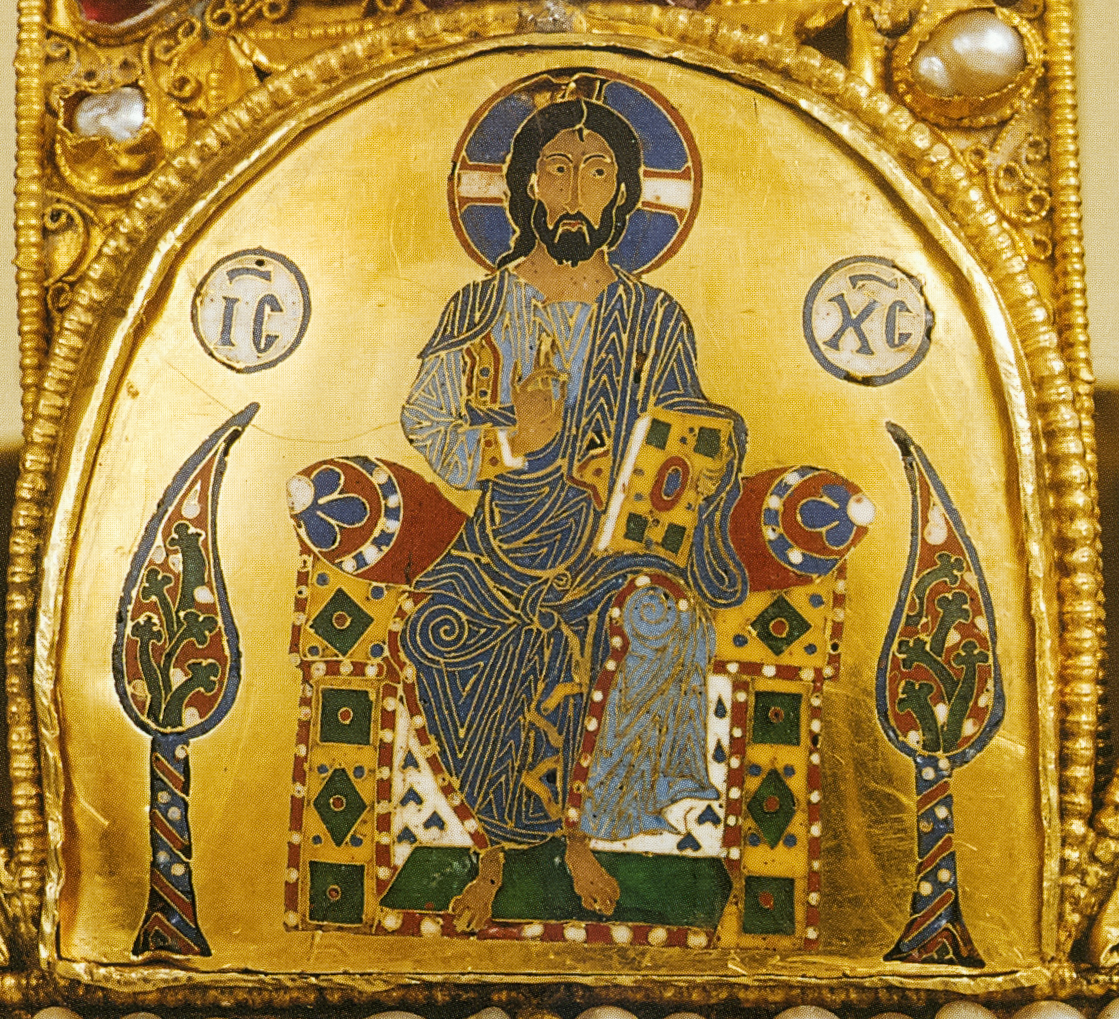
Émaux byzantins : le Christ pantocrator.
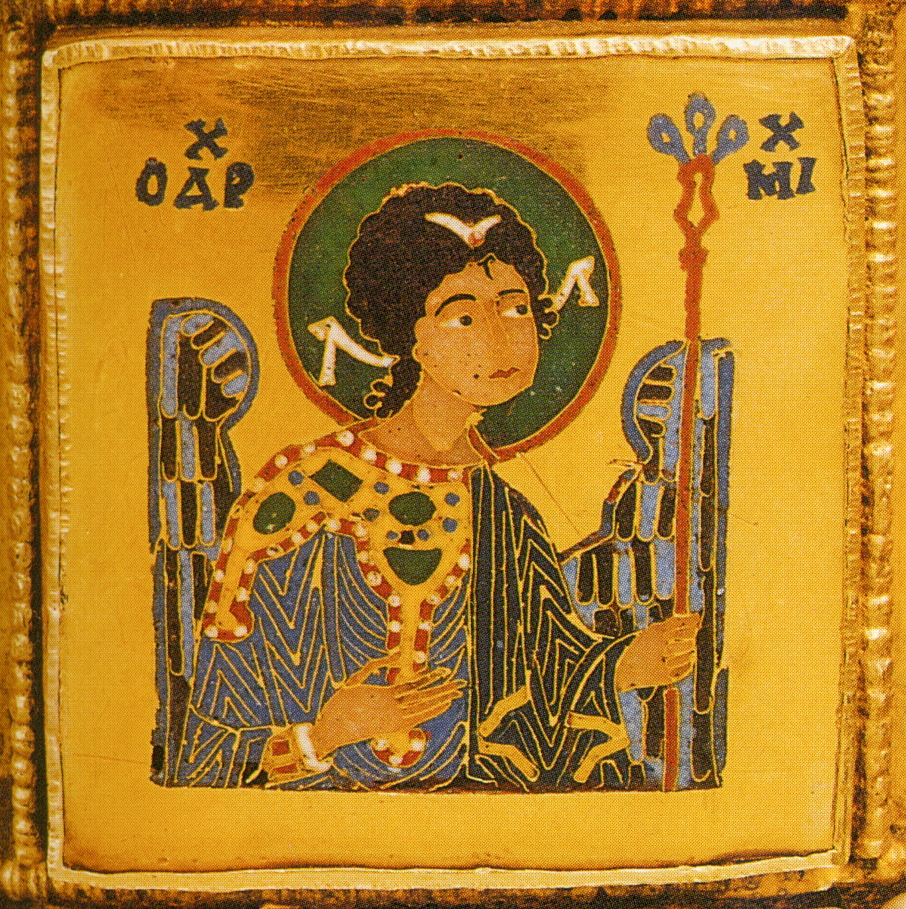
Émaux byzantins : l'archange Michel.
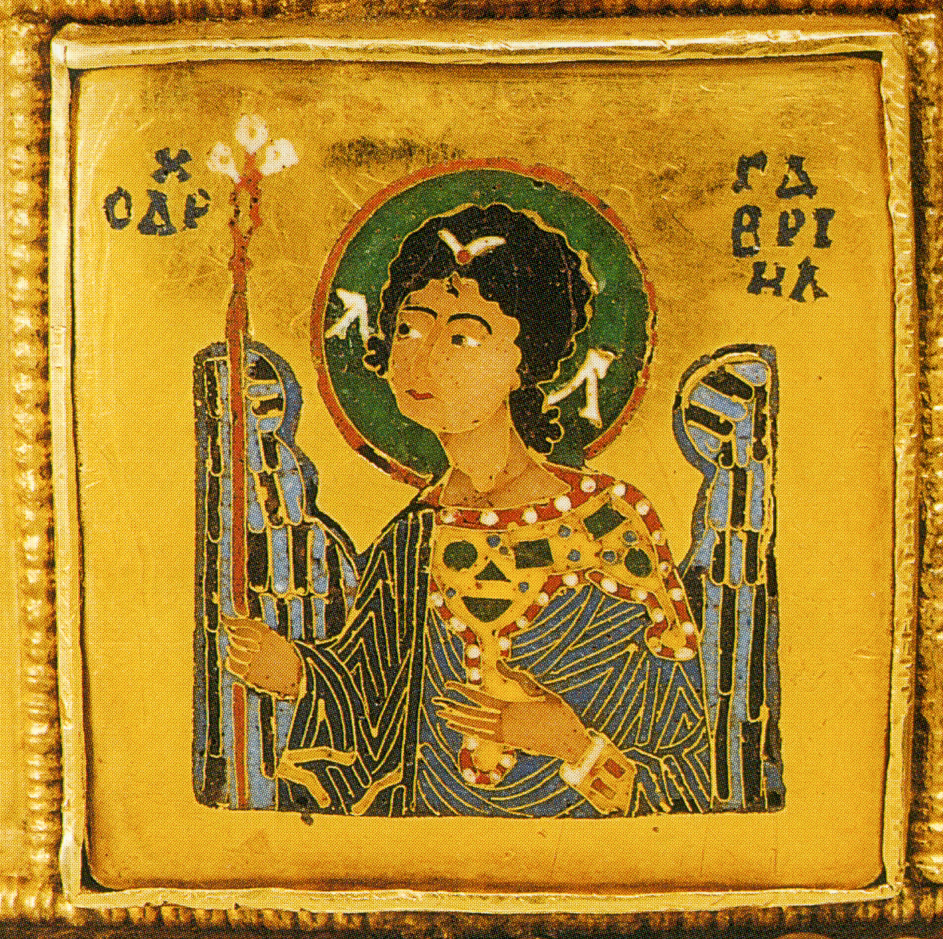
Émaux byzantins : l'archange Gabriel.
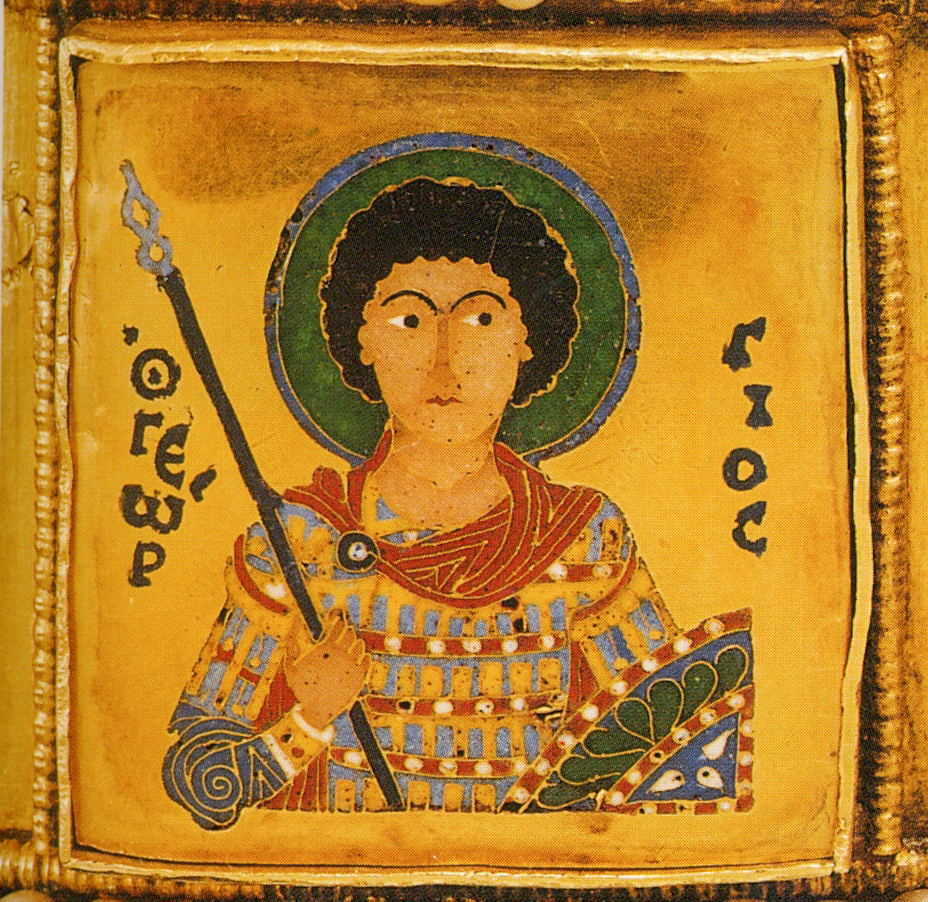
Émaux byzantins : st. Georges.
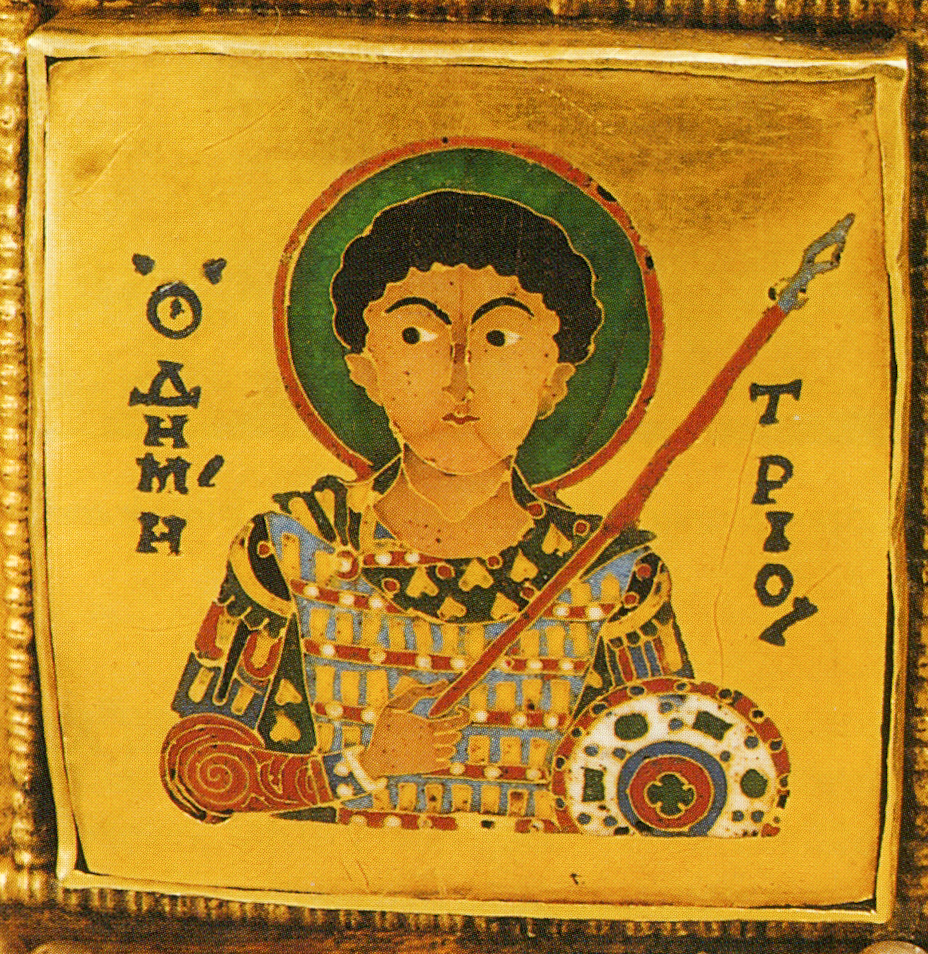
Émaux byzantins : st. Démétrios.
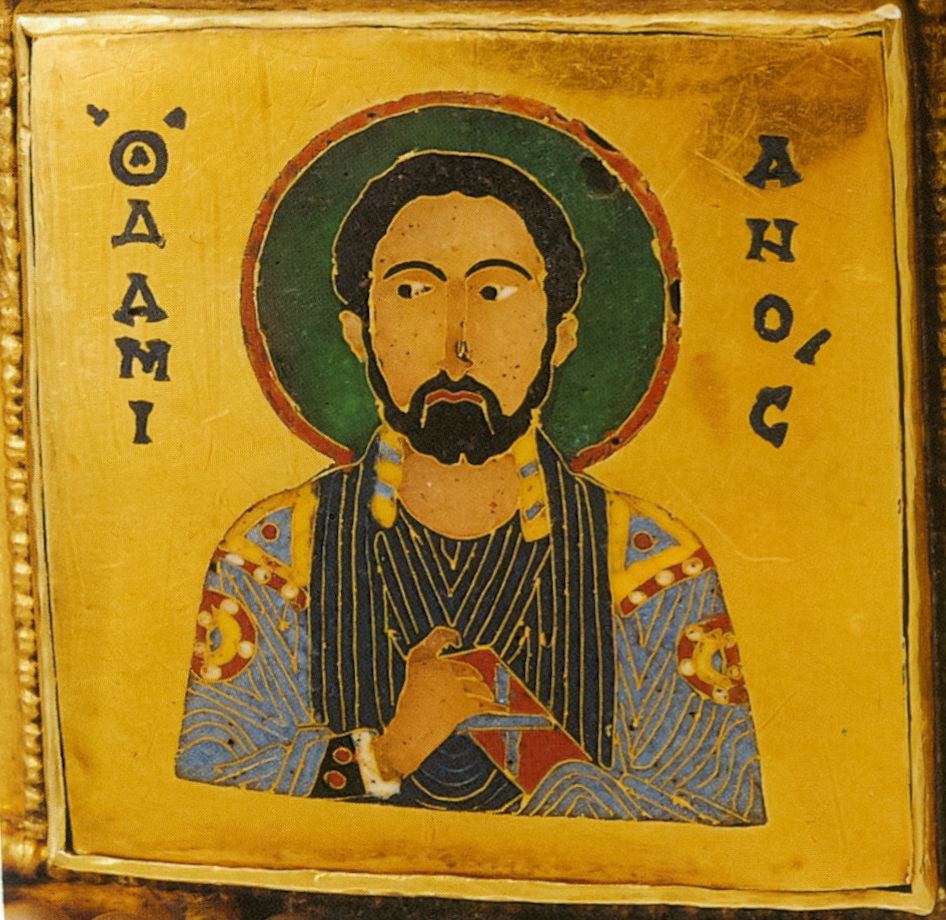
Émaux byzantins : st. Damien.
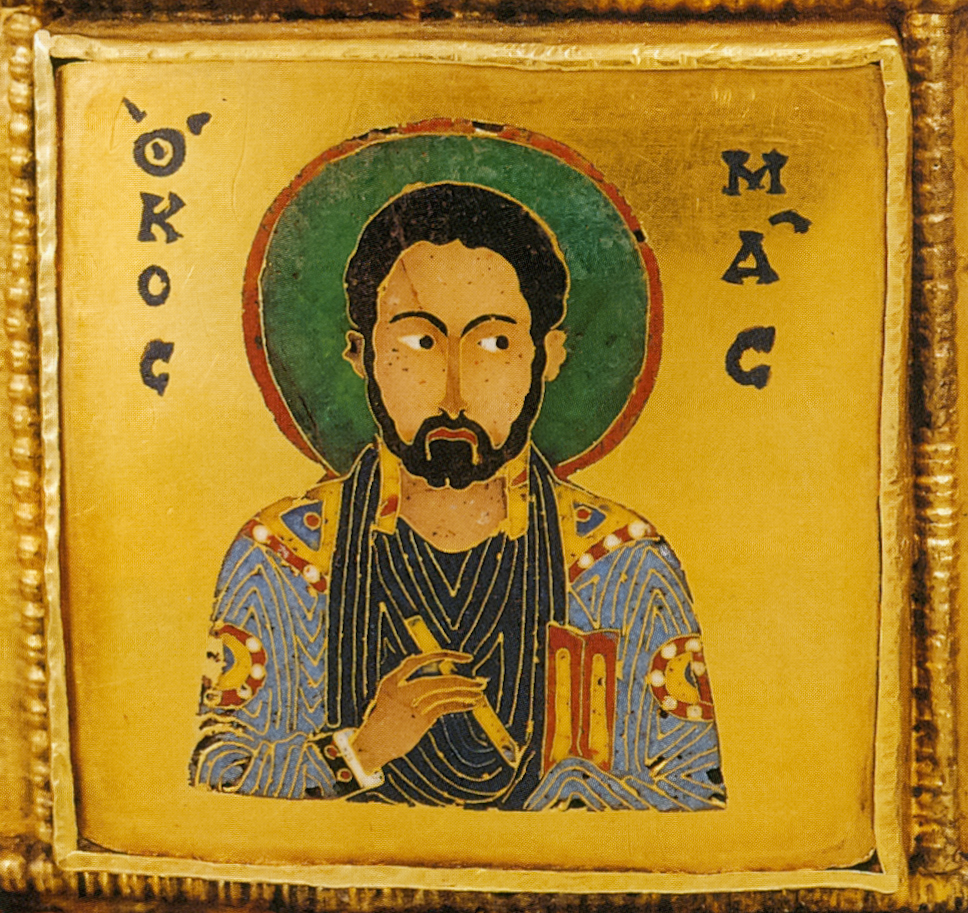
Émaux byzantins : st. Côme.
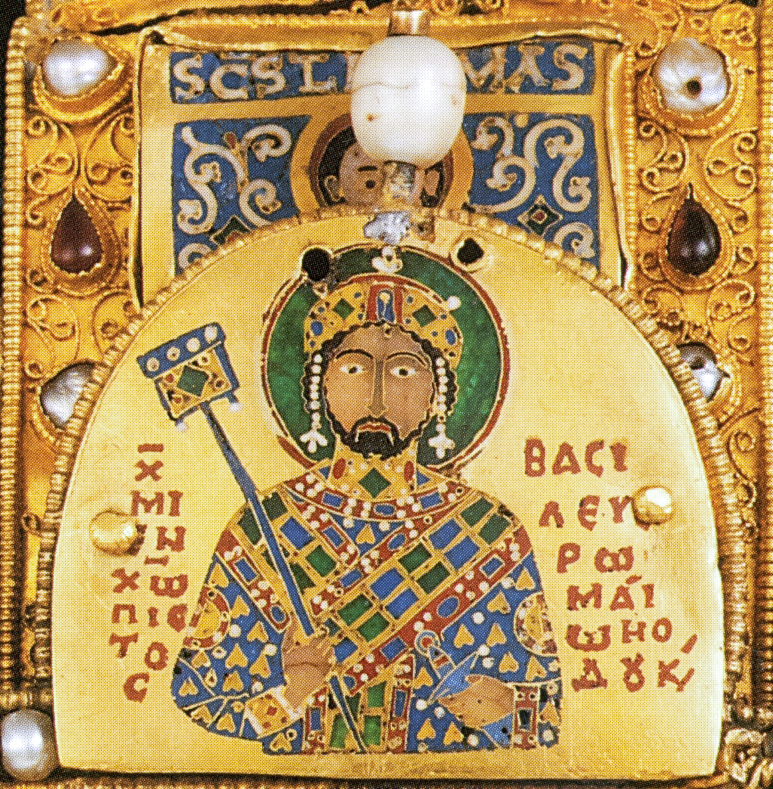
Émaux byzantins : l'empereur Michel VII Doukas.
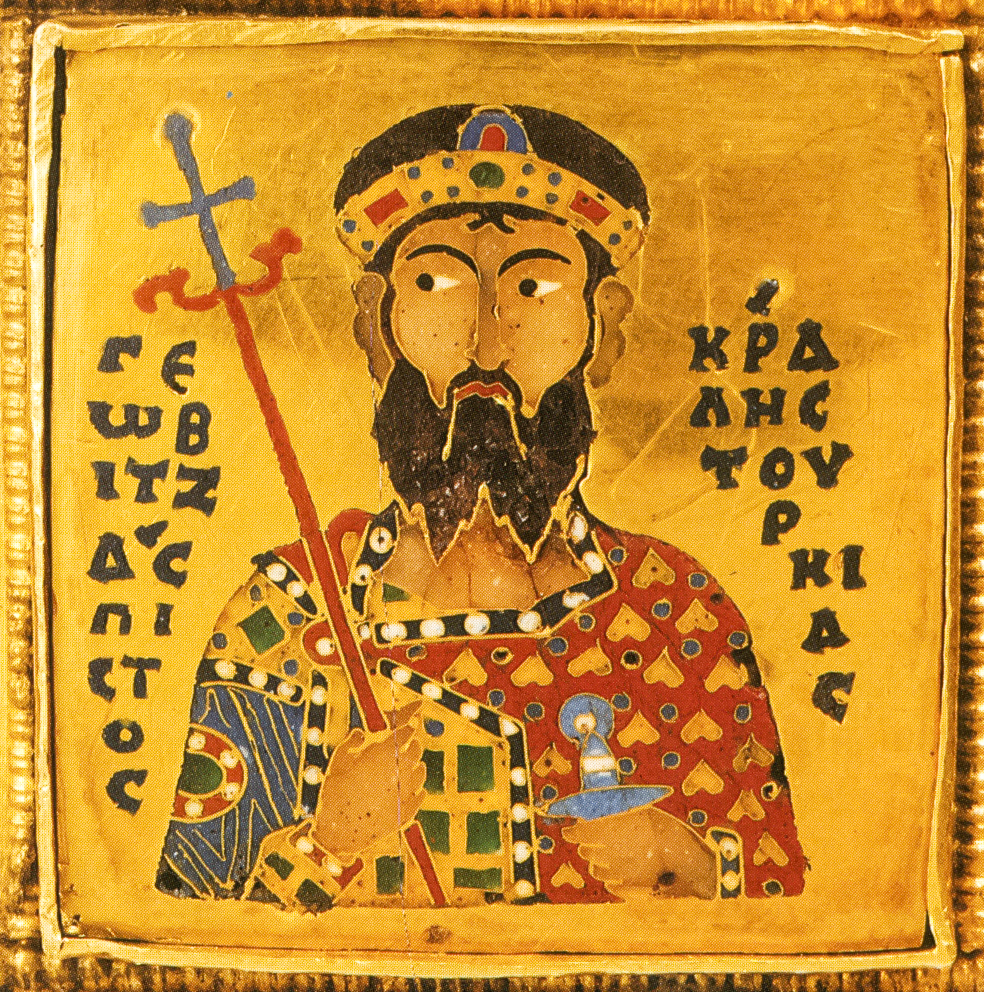
Émaux byzantins : Géza Ier de Hongrie.
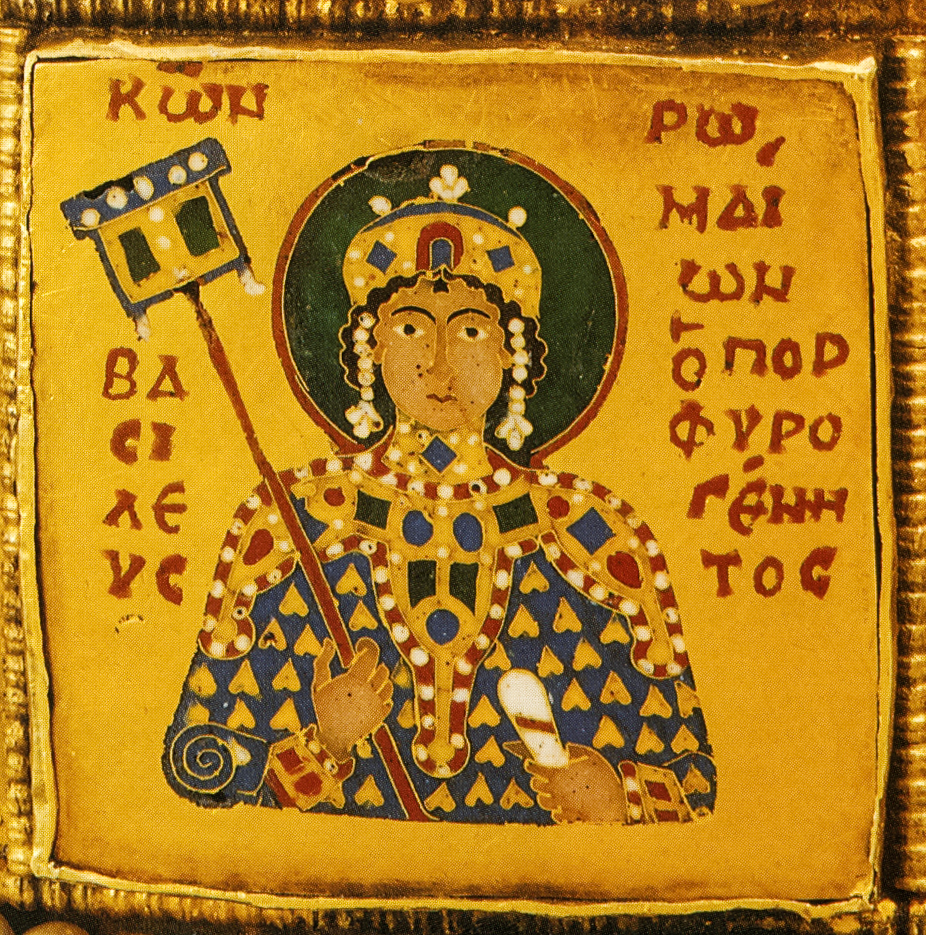
Émaux byzantins : Constantin Doukas.
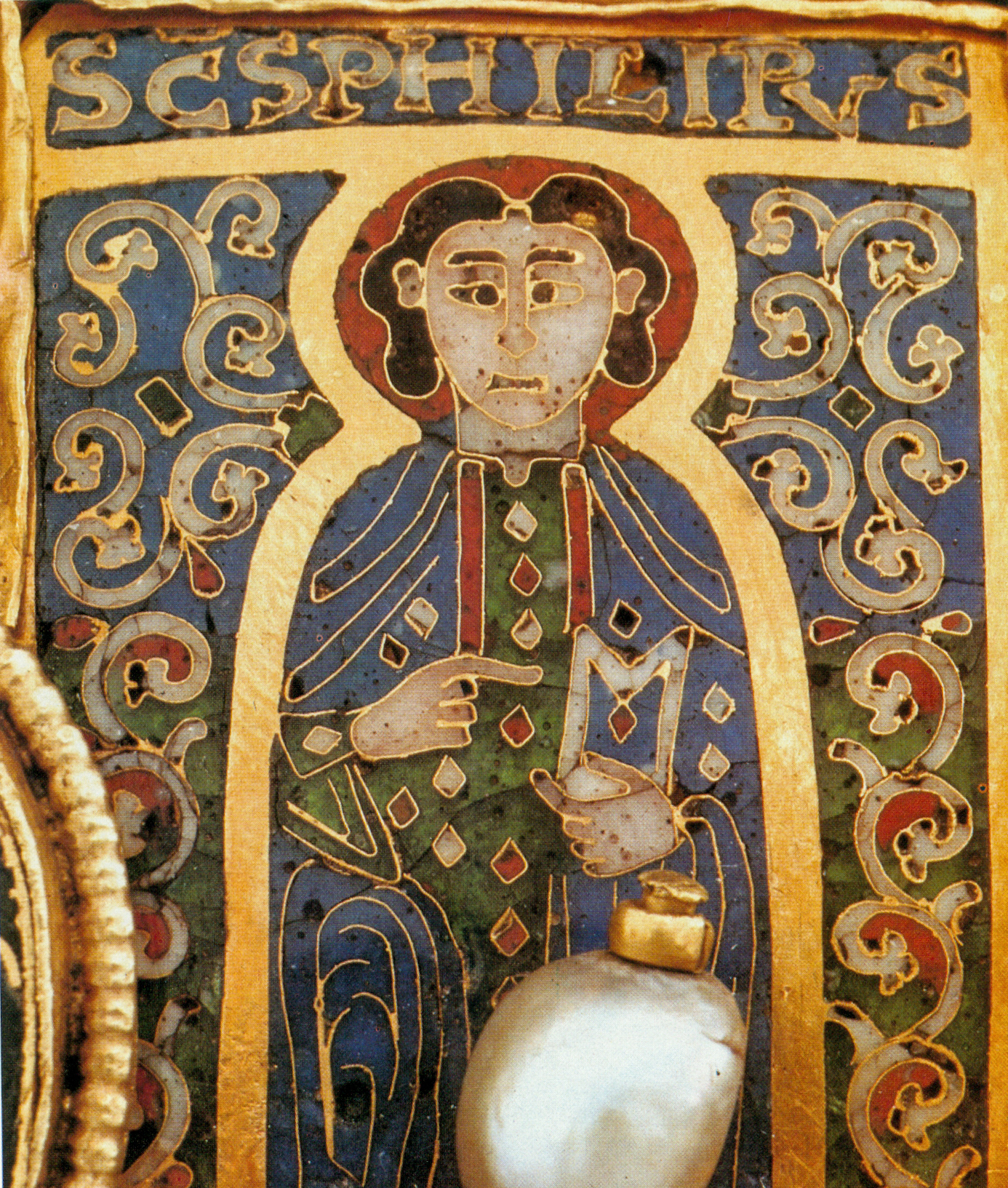
Émaux latins : st. Philippe.
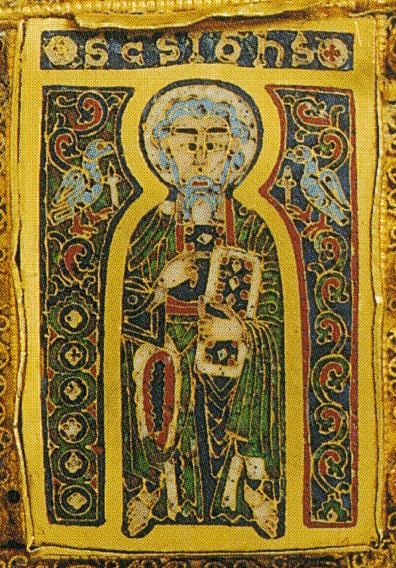
Émaux latins : st. Jean.
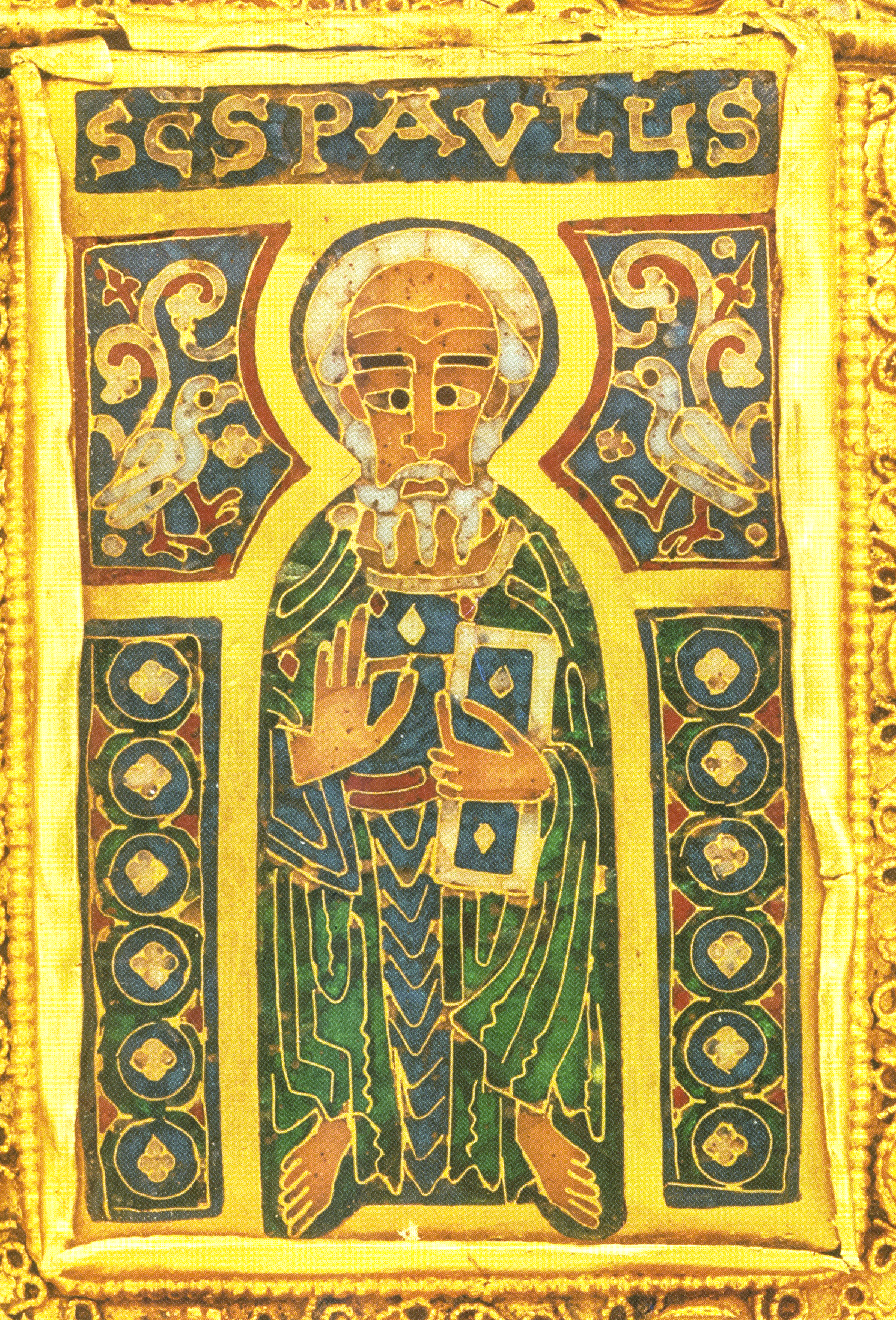
Émaux latins : st. Paul.
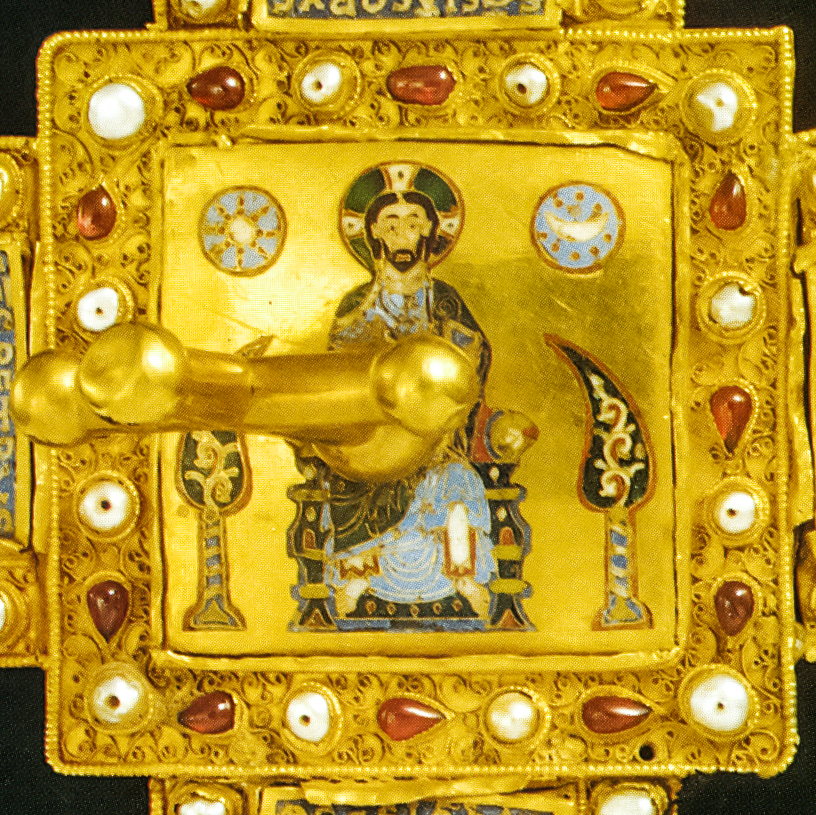
Émaux latins : Christ pantocrator.
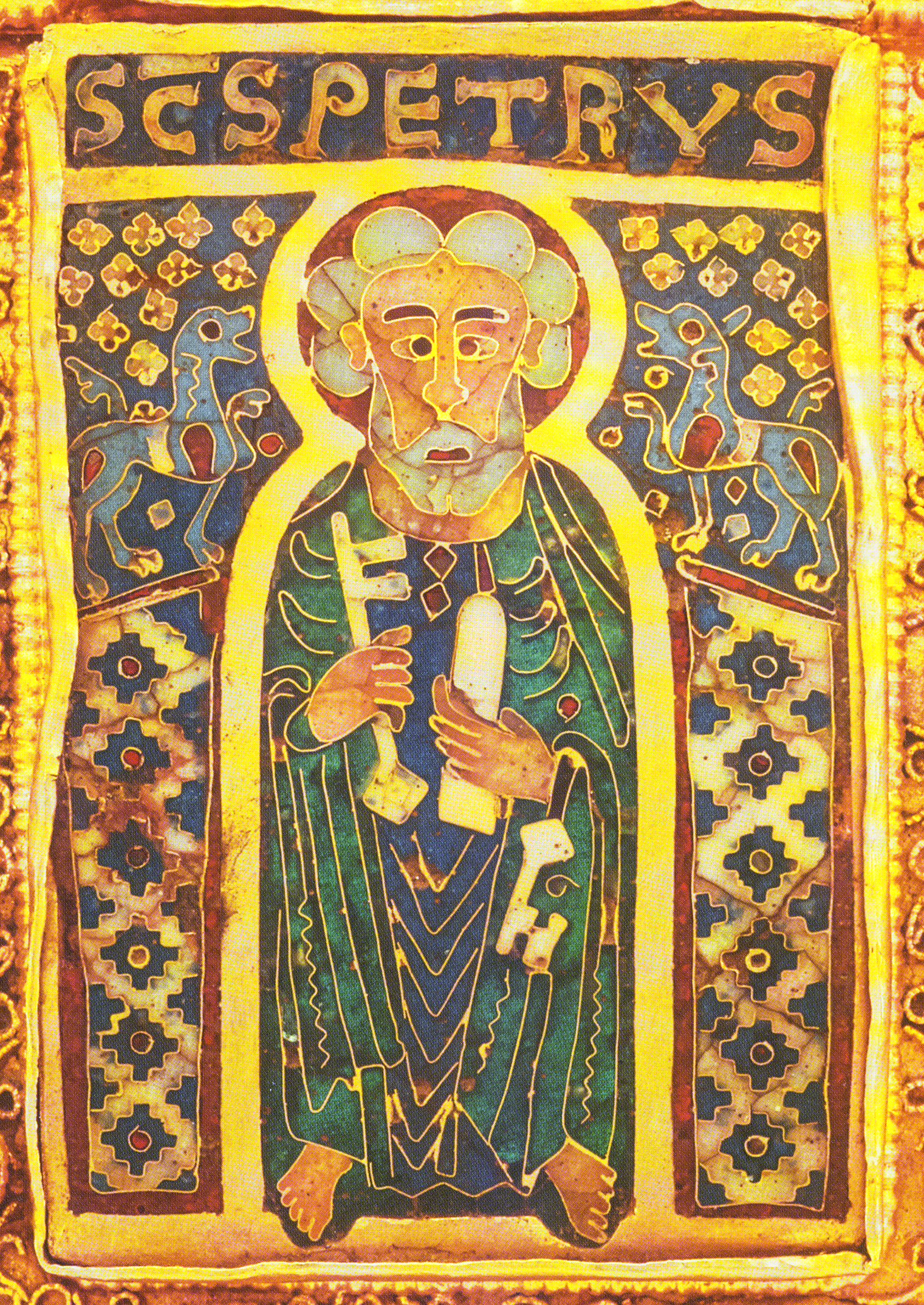
Émaux latins : st. Pierre.
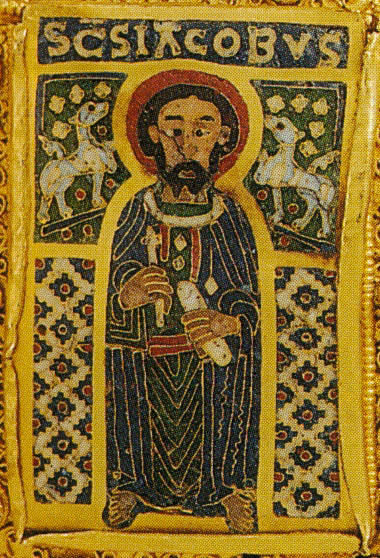
Émaux latins : st. Jacques.
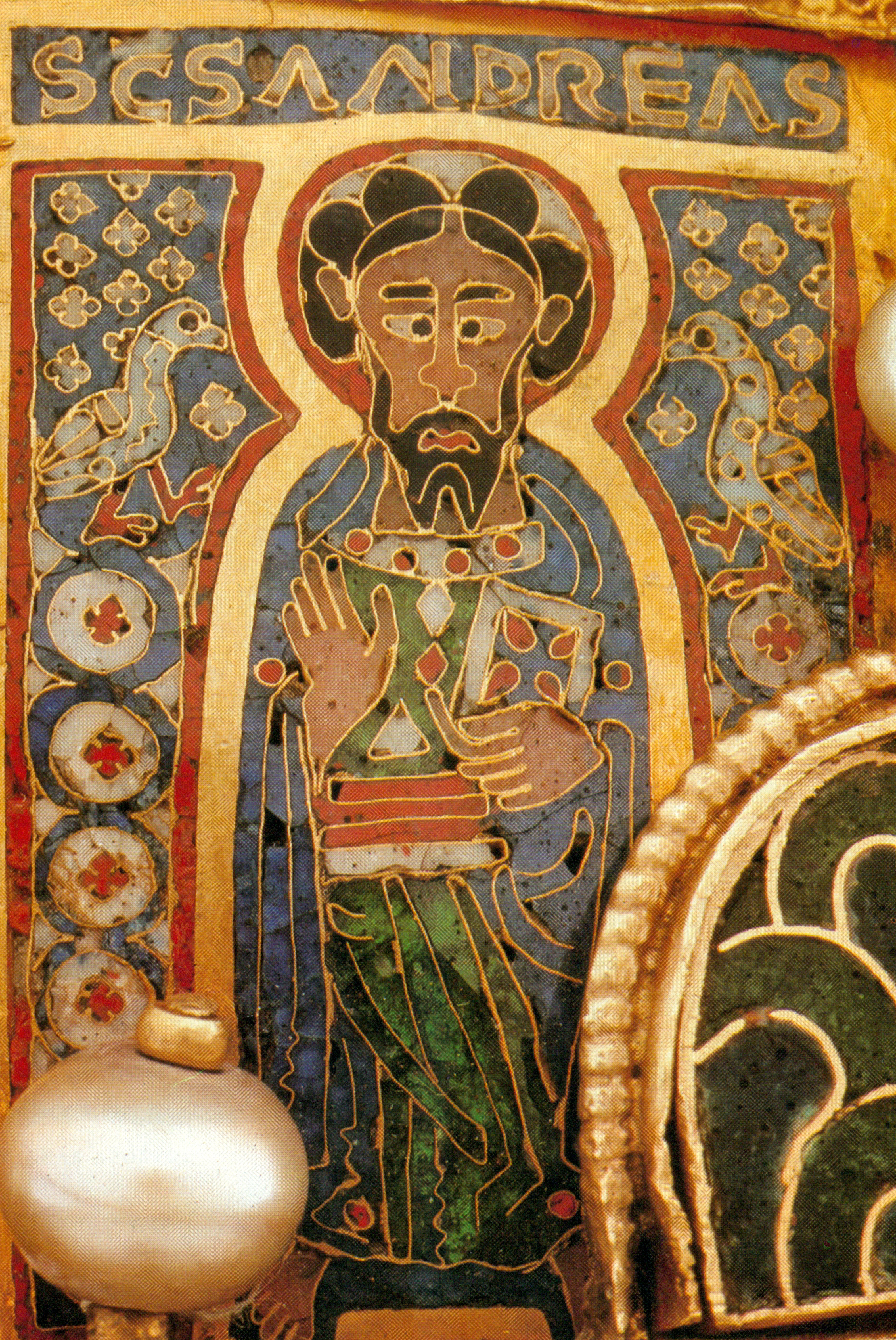
Émaux latins : st. André.